# Fantastic Four (videojoc de 2005)
Fantastic 4 és un videojoc d'acció i aventures beat 'em up basat en la pel·lícula dels Quatre Fantàstics (2005). Els jugadors poden jugar amb els personatges dels Quatre Fantàstics usant combos i atacs especials per lluitar a la manera de cadascú contra hordes d'enemics i caps finals.
Els Quatre Fantàstics és un grup internacional de renom de campions sobrehumans. Cada personatge té una habilitat especial:
- Mister Fantastic té el poder de moldejar el seu cos gràcies al seu estat mal·leable, permetent estrenyint-lo, expandint-lo, allargar-lo, comprimir-lo o posar la forma que es vulgui.[2]
- Susan Storm posseeix l'habilitat de fer-se invisible (totalment o parcialment) quan es vulgui. També té poders telequinètics i projectat forces d'energia del seu cos.[3]
- L'Entorxa Humana pot manipular foc. Normalment pot cobrir el seu cos de flames. També té el poder de volar.[4]
- La Cosa és un personatge de pedra molt fort. En Ben Grimm pot agafar objectes pesants fàcilment, i els jugadors ho poden comprovar quan juguen amb ell.[5]

El joc inclou un nombre d'enemics i personatges que no surten a la pel·lícula, diversos d'ells basat en les versions de l'Univers Ultimate.

## Música
El joc incorpora cançons noves de quatre grups per ser utilitzats com a temes pels personatges. Els grups que han contribuït en cada cançó són els següents:
- Taking Back Sunday  'Error Operator' (Mr. Fantastic)
- Go Betty Go  'Everywhere' (Noia Invisible)
- The Explosion 'I'm On Fire' (L'Entorxa Humana)
- Jurassic 5 'Clobberin' Time' (La COsa)